# Punxaflors de Mérida
El punxaflors de Mérida (Diglossa gloriosa) és un ocell de la família dels tràupids (Thraupidae).

## Hàbitat i distribució
Habita la selva pluvial i zones arbustives dels Andes de l'oest de Veneçuela.